# John Terry (acteur)
John Terry (Florida, 25 januari 1950) is een Amerikaanse acteur.
Hij begon zijn carrière als maker van houten huisjes in North Carolina. Vervolgens speelde hij rollen in lokale theaters, voordat hij verhuisde naar Alaska waar hij een bedrijfje opzetten dat zich met raften bezighield. Zijn interesse in acteren was echter niet verminderd en toen hij 30 jaar was besloot hij te verhuizen naar New York en hij werd een fulltime acteur.
Zijn filmdebuut maakte hij met de hoofdrol in de fantasy film Hawk the Slayer uit 1980. Daarna was hij te zien in Full Metal Jacket als Luitenant Lockhart en in de James Bond-film The Living Daylights waarin hij de rol van Felix Leiter vertolkt. Na die tijd kreeg hij weinig rollen aangeboden, maar was hij wel regelmatig te zien in de televisieserie Against the Grain als Ben Afflecks vader.
Ook was hij te zien in de eerste afleveringen van ER als Dr. Div Cvetix, de liefde van Dr. Lewis, die vertrok na een zenuwinzinking. Later speelde hij in de Fox serie 24 de rol van Bob Warner, vader van twee dochters; een van hen probeert Jack Bauer te helpen met de zoektocht naar terroristen, de ander blijkt hiervan deel uit te maken.
In 2007 is hij te zien in de film Zodiac en maakt hij deel uit van de cast van de ABC-series Secrets of a Small Town en Lost.

## Filmografie
- 1980 - Hawk the Slayer - Hawk
- 1987 - The Living Daylights (James Bond-film) - Felix Leiter
- 1992 - Of Mice and Men - Slim
- 2003 - 24, seizoen 2 - Bob Warner
- 2007 - Zodiac